# Zálužník
Zálužník (285 m n. m.) je vrch v okrese Nymburk Středočeského kraje. Leží asi 1,5 km jihovýchodně od městyse Kounice, převážně na jeho katastrálním území.

## Geomorfologické zařazení
Geomorfologicky vrch náleží do celku Středolabská tabule, podcelku Českobrodská tabule, okrsku Bylanská pahorkatina a podokrsku Kounická pahorkatina.

## Přístup
Vrch je pěšky snadno dosažitelný z Kounic nebo od silnic z Kounic na Poříčany a Český Brod. Až na vrchol nevede žádná cesta. Cesty končí na severní hraně plošiny v blízkosti vysílače.